# Trichoniscoides asturiensis
Trichoniscoides asturiensis är en kräftdjursart som beskrevs av Henri Dalens 1972. Trichoniscoides asturiensis ingår i släktet Trichoniscoides och familjen Trichoniscidae. Inga underarter finns listade i Catalogue of Life.